# 长白山森工集团
长白山森工集团有限公司，是中华人民共和国吉林省一家集森林培育、林木加工、生态旅游、森林矿泉水、林下经济等多种绿色产业为一体的省属国有企业。
长白山森工集团管辖国有重点林区211.4万公顷、各林业局（县市国有林业58.8万公顷和集体林业56.8万公顷）。
长白山森工集团与龙江森工集团、大兴安岭林业集团、吉林森工集团、内蒙古森工集团并列为全国国有重点林区“五大森工集团”。出资人为延边州人民政府，所辖重点国有林区总经营面积235.4万公顷，林业用地面积223.4万公顷，有林地面积211万公顷，有林地蓄积2.9亿立方米，由10家林业局、3个国家级自然保护区管理局构成，出资人为延边州政府，现有在册职工4.4万名，林区户籍人口22万人，林区社会人口150万人，总资产60亿元。

## 历史
1947年汪清林业局正式成立，是延边州森林工业之始。
1984年，吉林省决定把省林业厅直属国有森工企业黄泥河、敦化、大石头、白河、和龙、八家子、汪清、大兴沟、天桥岭共九户林业局下放延边州，为此成立吉林省延边林业管理局，为省直二级局建制。与延边州人民政府组成部门中的管辖8个县（市）林业局和安图森林经营局的州林业局并列。
1985年9月经省政府批准，延边林业管理局与延边朝鲜族自治州林业局合并成立“延边州林业管理局”，管辖9户国有森工企业、安图森林经营局，对8个县（市）林业局行业指导。
1998年，经吉林省人民政府批准，成立了吉林延边林业集团有限公司，与延边朝鲜族自治州林业管理局一个机构两块牌子、合署办公，人员、职能、资产三分开，是中华人民共和国吉林省延边朝鲜族自治州人民政府下设的局，履行林业主管部门职能。。此时林业户籍人口近40万,职工10余万人，林业人口占自治州总人口的20%，经济总量占全州的17%。
2013年6月19日，吉林延边林业集团有限公司正式更名为长白山森工集团有限公司。 
2018年12月28日，根据《延边朝鲜族自治州机构改革方案》，组建延边州林业和草原局，不再保留延边州林业管理局。

## 林业区划
长白山森工集团下辖10个林业局、1个森林经营局。
- 林业局：黄泥河林业局、敦化林业局、大石头林业局、八家子林业局、和龙林业局、汪清林业局、大兴沟林业局、天桥岭林业局、白河林业局、珲春林业局
- 森林经营局：安图森林经营局